# تپه کاریز
تپه کاریز مربوط به دوره ساسانیان - سدهٔ ۵ تا ۷ ه.ق است و در شهرستان اسفراین، بخش مرکزی، دهستان روئین، ۱ کیلومتری شمال روستای گرمه خوش واقع شده و این اثر در تاریخ ۳۰ بهمن ۱۳۸۶ با شمارهٔ ثبت ۲۱۰۹۸ به‌عنوان یکی از آثار ملی ایران به ثبت رسیده است.